# Vụ án Nọc Nạng
Vụ án Nọc Nạng (tiếng Pháp: l’Affaire de Phong Thanh) là một vụ án tranh chấp đất đai lớn, xảy ra năm 1928 tại làng Phong Thạnh, quận Giá Rai, tỉnh Bạc Liêu (nay là ấp 4, xã Phong Thạnh A, thị xã Giá Rai, tỉnh Bạc Liêu) giữa một bên là các gia đình nông dân Biện Toại, Mười Chức và bên còn lại là giới địa chủ cường hào, quan chức thực dân Pháp cùng tham quan Nam triều. Vụ án gây thiệt mạng 5 người, là một ví dụ điển hình của chính sách phân chia và quản lý ruộng đất bất công tại Nam Kỳ dưới thời thuộc Pháp, sau này, được Nhà nước Cộng hòa xã hội chủ nghĩa Việt Nam tôn vinh như một biểu hiện của sự đấu tranh và phản kháng của nông dân với thực dân Pháp.

## Diễn biến vụ việc

### Nhà Hương Chánh Luông khai phá đất
Trước 1900, một nông dân đến khai phá khu rừng ở rạch Nọc Nạng, được 73 ha. Năm 1908, nông dân này chết, để lại đất cho con là Hương Chánh Luông. Khi khai phá, Bạc Liêu còn hẻo lánh, việc đo đạc ruộng đất, lập bản đồ đất đai chậm so với các tỉnh khác ở Nam Kỳ.
Năm 1910, Hương chánh Luông (tức Tám Luông) chính thức làm đơn xin khẩn 20 ha đất, chịu đóng thuế trên diện tích này, được Krautheimer (chủ tỉnh Bạc Liêu) chấp nhận bằng văn bản. Năm 1912, gia đình Luông lại làm đơn xin đo đạc và cấp bằng khoán (giấy chứng nhận sở hữu đất) chính thức cho toàn bộ diện tích đất canh tác 73 ha. Chủ tỉnh Bạc Liêu là Sérizier chấp thuận, trao cho Luông bản đồ phần đất.
Năm 1916, Tăng Văn Đ. kiện lên Renault (chủ tỉnh Bạc Liêu lúc đó), yêu cầu không cấp đất cho Luông, với lý do Đ. cũng góp sức khẩn hoang. Nhà chức trách xử Đ. thua kiện, vẫn cấp giấy tờ đất cho Luông, nhưng cắt 4,5 ha cho Đ.. Luông được cấp tờ bằng khoán tạm số 303 đề ngày 7 tháng 8 năm 1916.

### Âm mưu của Hoa kiều Mã Ngân
Luông qua đời, người con trai cả là Biện Toại thừa kế phần đất trên. Năm 1917, Hoa kiều giàu khét tiếng Bạc Liêu là Mã Ngân, thường gọi là Bang Tắc, muốn tranh chiếm đất đai nhà Biện Toại. Là người tinh ranh luật lệ, Bang Tắc mua lại phần đất giáp ranh Biện Toại của bà Nguyễn Thị Dương, nhưng trong hợp đồng ghi bán phần đất với ranh giới bao trùm luôn khoảnh đất anh em Biện Toại đang sử dụng. Bang Tắc biết đất của nhà Biện Toại mới chỉ có bằng khoán tạm.
Tranh chấp đất nổ ra, hai phía thưa kiện nhau bốn lần lên chủ tỉnh Bạc Liêu và bốn lần lên Thống đốc Nam Kỳ, lên cả Toàn quyền Đông Dương. Năm 1919, Bang Tắc sai tá điền đốt một căn chòi ruộng và giết một con trâu của Biện Toại để dằn mặt. Anh em Biện Toại không phản kháng, chờ nhà chức trách phân xử. Viên quan phủ H. ở quận Giá Rai, theo dư luận nghi ngờ, đã nhận tiền của Bang Tắc, yêu cầu chia đôi phần đất: Biện Toại một nửa, Bang Tắc một nửa.
Cũng năm 1919, quan phủ Ngô Văn Huấn được cử giữ chức Chủ tịch Hội đồng Phái viên (commission administrative), có trách nhiệm khảo sát đất đai, chính thức cấp bằng khoán đất ở làng Phong Thạnh. Hội đồng này xác nhận phần đất của gia đình Biện Toại thuộc về Nguyễn Thị Dương, và nay là của Bang Tắc.
Ngày 13 tháng 4 năm 1926, Thống đốc Nam Kỳ ký Nghị định bán lô đất 50 ha trên phần đất của Biện Toại với giá 5.000 đồng cho Bang Tắc. Đến đây, chính quyền chính thức công nhận phần đất mà gia đình Biện Toại đã hai đời khai thác và sử dụng là của Bang Tắc. Anh em Biện Toại vô cùng căm phẫn, chống đối ra mặt. Bang Tắc không dám làm to chuyện, bèn bán lô đất 50 ha cho một người rất quyền lực là bà Hà Thị Trân, mẹ vợ anh ruột quan phủ Huấn.

### Bà Trân (mẹ vợ anh ruột quan phủ Huấn) vào cuộc
Bà Trân bắt đầu đòi anh em Biện Toại phải nộp địa tô, coi họ như tá điền trên chính phần đất họ đã khai khẩn. Ngày 6 tháng 12 năm 1927, bà Trân xin được án lệnh của tòa, cho phép tịch thu tất cả lúa của anh em Biện Toại. Ngày 13 tháng 2 năm 1928, lính mã tà ma ní gặp anh em Biện Toại để thực thi lệnh tịch thu lúa, anh em Biện Toại kháng cự. Ngày hôm sau, mã tà lại tới, anh em Biện Toại lại kháng cự, mã tà phải rút.

### Phản ứng của anh em Biện Toại khi bị đẩy vào bước đường cùng
Trước thái độ cứng rắn của anh em Biện Toại, hương chức làng liền tự ý bắt giữ bà Hương chánh Luông (mẹ Biện Toại) trong 24 giờ. Thương mẹ, Biện Toại hứa không kháng cự. Bà Luông được thả. Tối 14 tháng 2 năm 1928, anh em nhà Biện Toại họp, làm lễ lạy ông bà tổ tiên và bà Luông, gọi là báo hiếu lần chót. Họ trích huyết thề ăn thua, không sợ chết, rút thăm để ông bà chỉ định ai là người hy sinh đầu tiên. Lần đầu, cô em gái tên Út Trong (tức Nguyễn Thị Trong) rút được thăm. Anh em yêu cầu bốc lại. Lần thứ hai, Út Trong vẫn rút được thăm. Cô nói: "Ông bà đã dạy, em xin liều chết!"

### Thảm kịch đồng Nọc Nạn
Sáng 16 tháng 2 năm 1928, khoảng 7 giờ, hai viên cảnh sát Pháp là Tournier và Bouzou cùng bốn lính mã tà từ Bạc Liêu đến Phong Thạnh để tiếp tay viên chức làng tịch thu lúa của gia đình Biện Toại. Đến gần đống lúa, Tournier yêu cầu hương chức làng mời một người trong gia đình ra chứng kiến. Mười lăm phút sau, cô Nguyễn Thị Trong, em gái Biện Toại đi ra, dắt theo một bé gái 14 tuổi, tên là Tư. Tournier đuổi Trong, vì cho cô là phụ nữ và còn nhỏ tuổi, không thể chứng kiến việc đong lúa. Trong không đi, còn yêu cầu đong lúa xong phải ghi biên nhận.
Tournier từ chối, tát tai Trong. Cô lập tức rút ra cây dao nhỏ. Tournier đập báng súng, làm cô ngất đi. Bouzou tước dao khỏi tay Trong. Trong lúc lấy dao, ông này bị một vết thương nhỏ không đáng kể ở tay. Đứa cháu tên Tư bèn chạy về cấp báo. Anh em Biện Toại từ nhà chạy ra, mang theo dao mác gậy gộc. Họ chia thành hai tốp, tốp đầu do Mười Chức, em ruột Biện Toại, dẫn đầu. Tốp thứ nhì do bà Nghĩa (vợ Mười Chức) dẫn đầu. Tổng cộng năm đàn ông, năm phụ nữ. Tournier ra lệnh cho lính chuẩn bị ứng phó, bắn chỉ thiên, nhưng Mười Chức không dừng lại. Tournier bèn bắn Mười Chức. Bị thương nặng, nhưng Mười Chức vẫn gắng nhào đến, đâm lưỡi mác trúng bụng Tournier, rồi mới ngã xuống.
Bạo lực trở nên không thể kiểm soát. Bouzou rút súng bắn làm bốn người phía Biện Toại bị thương nặng.
Hết đạn, Bouzou lại lấy súng của Tournier, bắn tiếp, làm nhiều người thương vong. Nghe tin dân làng kéo đến trợ giúp gia đình Mười Chức khiến bọn ác ôn hoảng sợ tháo chạy. Sáng hôm đó, Mười Chức và vợ đang mang thai (bà Nghĩa), một người anh tên Nhẫn, đều thiệt mạng. Nhịn, Liễu (hai em Mười Chức) bị thương nặng. Ba ngày sau, Nhịn qua đời tại bệnh viện. Về phía nhà cầm quyền, Tournier chết ngày 17 tháng 2 tại bệnh viện Bạc Liêu.

## Phiên tòa
Tòa Đại hình Cần Thơ xét xử vụ án Nọc Nạng ngày 17 tháng 8 năm 1928. Chánh án là De Rozario, công tố viên là Moreau, Hội thẩm là ông Sự. Các luật sư biện hộ (miễn phí) cho gia đình Biện Toại là người Pháp, Tricon và Zévaco, theo lời nhờ của nhà báo Lê Trung Nghĩa.

### Diễn biến phiên tòa
Ông phủ Tâm, viên chức phụ trách đất đai tỉnh Bạc Liêu, nói giấy tờ lưu trong sổ bộ của nhà chức trách về tờ biên lai cấp đất cho hương chánh Luông năm 1910 đã bị mất cắp. Điều này gây ra nghi ngờ có khả năng hồ sơ trong văn khố cũ bị thủ tiêu, có lợi cho những kẻ cường hào.
Hương thân làng Phong Thạnh Hồ Văn Hi xác nhận Tournier nổ súng trước. Mười Chức đâm Tournier sau khi trúng đạn.
Lâm Văn Kiết, thành viên Hội đồng phái viên, xác nhận phần đất do Hương chánh Luông và con là Biện Toại khai khẩn trước. Công tố viên nói ông Kiết không dám cãi cấp trên của mình là Tri phủ Huấn, người theo phe Bang Tắc và là Chủ tịch Hội đồng phái viên.
Tri phủ Ngô Văn Huấn cho rằng vấn đề đất đai quá phức tạp, mất thì giờ, nên ông đã buông xuôi. Công tố viên rất giận dữ, cho rằng lề lối làm việc của ông Huấn quá bừa bãi, không thể viện lý do mất thì giờ mà không phân xử rạch ròi. Bị luật sư chất vấn, ông Huấn thú nhận anh ruột của ông có hùn vốn làm ăn với Bang Tắc. Sau vụ án, ông Huấn bị bãi chức tri phủ.
Bang Tắc ra làm chứng, nói không hối hận gì. Viên hội thẩm bức xúc: "Dân chúng nói đáng lý ra ông phải chết thay cho viên cò Tournier".
Trước khi buộc tội, công tố viên Moreau đề nghị tòa thận trọng, nhắc lại vụ án Ninh Thạnh Lợi năm 1927. Ông cho rằng vụ này chứng tỏ bất ổn xã hội về đất đai đang gia tăng hết sức nghiêm trọng. Ông nói tình cảnh của gia đình Biện Toại rất đáng thương: bị những kẻ không có trái tim (hommes sans coeur) đến cướp đất, rồi bọn có quyền thế tiếp tay với bọn cường hào. Ông đề nghị tòa tha bổng Biện Toại, cô Liễu (em Biện Toại) và con là Tia, giảm nhẹ cho cô Trong và Miều (em rể Biện Toại, chồng Liễu).

### Biện hộ của luật sư
Luật sư Tricon nhận định nguồn gốc của vụ án là vấn đề điền địa. Ông cho rằng chính sách ruộng đất thời Nguyễn công bằng và hợp thực tế, còn luật lệ do người Pháp đặt ra chưa được áp dụng đúng, thiếu thực tế, những người trong Hội đồng Phái viên chỉ ngồi một chỗ, chưa hề bước ra sở đất mà họ xem xét, chỉ quyết định dựa trên báo cáo. Ông ca ngợi tinh thần lao động khẩn hoang của gia đình Biện Toại: họ phải đấu tranh với thiên nhiên, với bọn cường hào, với cả các thủ tục pháp lý, nói: Chúng ta, những người Pháp, nên xây dựng ở xứ này một chế độ độc tài. Không phải độc tài bằng sức mạnh của súng đạn, nhưng là sự độc tài của trái tim (Non pas de la dictature de la force du mousqueton, mais de la dictature du coeur). Ông cũng ca ngợi lập luận của công tố viên, cho rằng chính sách của nhà nước thì tốt, nhưng người thừa hành xấu đã làm cho chính sách trở nên xấu đối với dân chúng. Ông nói nên sa thải vài ông phủ, ông huyện bất hảo và vạch rõ hành động của cặp bài trùng Bang Tắc - Tri phủ Huấn đã dẫn đến tấn thảm kịch Nọc Nạn. Ông xin tòa tha thứ cho các bị can, nói: Lần này sẽ có một bà lão khóc về cái chết của bốn đứa con. Bốn người này đã chết, vì họ tưởng rằng có thể tự lực gìn giữ phần đất ruộng mà họ đã từng rưới mồ hôi và máu của họ lên đó.

### Án tuyên
Tòa Đại hình Cần Thơ tuyên Biện Toại, Nguyễn Thị Liễu (em út Toại) và Tia (con trai Toại) được tha bổng. Cô Nguyễn Thị Trong, sáu tháng tù (đã bị tạm giam đủ sáu tháng). Miều (chồng Liễu), hai năm tù vì tiền án ăn trộm.

## Ảnh hưởng
Báo chí Sài Gòn bấy giờ đua nhau phản ánh vụ Nọc Nạng. Nhà báo xuống tận nơi điều tra. Dư luận từ mọi giới, kể cả giới thực dân, đều thuận lợi cho gia đình Biện Toại. Họ chịu bất công quá lộ liễu. Họ là những tiểu điền chủ siêng năng nhưng bọn cường hào cấu kết với quan lại tham nhũng đã đẩy họ đến đường cùng.
Các phong trào yêu nước bấy giờ đang sôi nổi. Hai năm trước (1926) vừa xảy ra đám tang chí sĩ yêu nước Phan Châu Trinh. Đảng Lập hiến của ông Bùi Quang Chiêu cũng vừa ra đời. Dù chủ trương Pháp-Việt đề huề, ông Bùi Quang Chiêu chính là người lập tờ báo tiếng Pháp La Tribune Indochinoise. Phóng viên Lê Trung Nghĩa - đã nhờ hai luật sư Tricon và Zévacon biện hộ cho gia đình Biện Toại.
Tại tòa, trừ tờ La Dépâche l’Indochine, tất cả báo chí Sài Gòn đều có mặt: L’Écho Annamite, Đông Pháp thời báo, L’Impartial, l’Opinion, Le Courrier Saigonnais, Le Phare, La Tribune Indochinoise.
Sau phiên tòa, các nhân sĩ và người dân ở Phong Thạnh như các ông Huỳnh Minh Trí, Nguyễn Duy Biện, Nguyễn Viết Trọng ở Giá Rai, Bùi Văn Túc ở Long Điền, làm tiệc cảm ơn hai vị luật sư và các nhà báo Pháp và Việt, theo truyền thống trung hậu và hào hoa cố hữu của người Bạc Liêu. Bà Hương chánh Luông cũng tham dự buổi tiệc này.
Vụ án này đã được tái hiện một phần trong bộ phim truyền hình Đất phương Nam, là bộ phim được sản xuất nhân dịp kỷ niệm Sài Gòn 300 năm.